# Tillandsia rodrigueziana
Tillandsia rodrigueziana är en gräsväxtart som beskrevs av Carl Christian Mez. Tillandsia rodrigueziana ingår i släktet Tillandsia och familjen Bromeliaceae. Inga underarter finns listade i Catalogue of Life.

## Bildgalleri

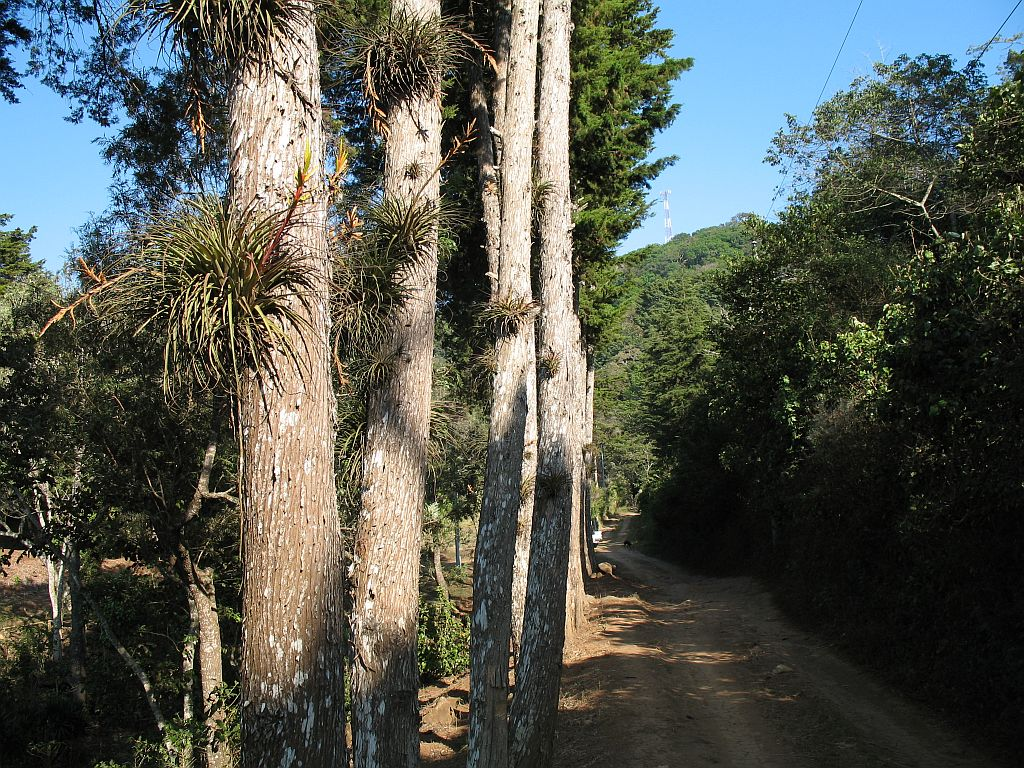